# Kinangopana edwardsi
Kinangopana edwardsi là một loài ruồi trong họ Tachinidae.